# Freccia Vallone 2005
La Freccia Vallone 2005, sessantanovesima edizione della corsa, valevole come nona prova del circuito UCI ProTour, si svolse il 20 aprile 2005 per un percorso di 201,5 km da Charleroi al muro di Huy e fu vinta dall'italiano Danilo Di Luca.

## Percorso
La corsa partiva da Charleroi, nella provincia dell'Hainaut, per poi spostarsi verso est e raggiungere Huy, dove i corridori passavano per il primo dei tre giri previsti ed affrontavano, in ognuno di essi, gli 1,3 km del muro di Huy, con pendenze in alcuni tratti maggiori del 15%. Oltre a questo, il percorso attraversava diverse altre piccole salite, tra cui la Côte de Bellaire (km 160), la Côte de Bohissau (km 171,5) e la Côte de Ahin (km 190,5) erano le più impegnative.

## Squadre e corridori partecipanti
Presero parte alla prova le venti squadre con licenza UCI ProTeam. Ammesse tramite l'assegnazione di wild-card furono Landbouwkrediet-Colnago, AG2R Prévoyance, MrBookmaker.com-SportsTech, Chocolade Jacques-T Interim e RAGT Semences.
| N.      | Cod. | Squadra                          |
| ------- | ---- | -------------------------------- |
| 1-8     | GST  | Gerolsteiner                     |
| 11-18   | DVL  | Davitamon-Lotto                  |
| 21-28   | RAB  | Rabobank                         |
| 31-38   | FAS  | Fassa Bortolo                    |
| 41-48   | CSC  | Team CSC                         |
| 51-58   | TMO  | T-Mobile Team                    |
| 61-67   | PHO  | Phonak Hearing Systems           |
| 71-78   | QST  | Quick Step-Innergetic            |
| 81-88   | SDV  | Saunier Duval-Prodir             |
| 91-98   | DSC  | Discovery Channel                |
| 101-108 | LIQ  | Liquigas-Bianchi                 |
| 111-118 | LSW  | Liberty Seguros-Würth            |
| 121-128 | COF  | Cofidis, le Crédit par Téléphone |

| N.      | Cod. | Squadra                        |
| ------- | ---- | ------------------------------ |
| 131-138 | C.A  | Crédit Agricole                |
| 141-148 | FDJ  | La Française des Jeux          |
| 151-158 | LAM  | Lampre-Caffita                 |
| 161-168 | BTL  | Bouygues Télécom               |
| 171-178 | EUS  | Euskaltel-Euskadi              |
| 181-187 | SDM  | Domina Vacanze                 |
| 191-198 | IBA  | Illes Balears-Caisse d'Epargne |
| 201-209 | LAN  | Landbouwkrediet-Colnago        |
| 211-218 | A2R  | AG2R Prévoyance                |
| 221-228 | MRB  | MrBookmaker.com-SportsTech     |
| 231-238 | JAC  | Chocolade Jacques-T Interim    |
| 241-248 | RAG  | RAGT Semences                  |

## Resoconto degli eventi
I primi chilometri furono subito movimentati, con l'attacco di Frédéric Finot (Française des Jeux) dopo 15 km, raggiunto poi da Jef Peeters (Jacques), Kurt Van de Wouwer (MrBookmaker) e Oliver Kaisen (RAGT). Superati i 50 km dalla partenza il vantaggio dei battistrada era di 13 secondi e dal gruppo si staccarono Benoît Poilvet (Crédit Agricole), Davide Bramati (Quick Step) e Jens Voigt (CSC) che raggiunsero i fuggivi formando un gruppetto di sette atleti.
Il gruppo principale lasciò spazio alla fuga e al primo passaggio sul muro di Huy (km 65) il vantaggio dei sette in testa era di 2'45" e salì fino a 3'10" al termine della discesa. Nel tragitto verso il secondo passaggio sul muro di Huy il vantaggio iniziò a calare e, dopo il muro, grazie al lavoro della Liquigas di Danilo Di Luca, coadiuvata da Marco Serpellini, il distacco scese a poco più di un minuto.
Nel gruppo di testa, al passaggio sulla Côte de Pailhe (km 132,5), Voigt riuscì a mantenere il distacco intorno a 1'15" per una decina di chilometri. A 60 km dal traguardo lo stesso tedesco attaccò, solo Peeters riuscì a seguirlo e il vantaggio salì rapidamente a 2 minuti, visto il poco accordo nel gruppo principale. Sulla Côte de Bellaire a 43 km dal traguardo, Voigt attaccò ancora staccando il compagno di fuga con la speranza di affrontare da solo il muro di Huy, con un vantaggio dal gruppo che si attestava ancora a 1'47. Il tentativo di attacco di Rik Verbrugghe (Quick Step), che raggiunse Peeters, fu riassorbito dal gruppo mentre Voigt procedeva a 1'52".
L'inseguimento del tedesco, leader solitario della corsa, iniziò a farsi consistente ai piedi della Côte de Ahin a 12 km dal traguardo, quando Voigt precedeva il gruppo di un solo minuto. Lungo la salita perse molto terreno e il kazako Andrej Kašečkin si lanciò all'inseguimento. In cima alla Côte, Voigt distanziava Kašečkin di 15 secondi e il gruppo di 25". Al passaggio nel comune di Huy, il tedesco aveva già ceduto la testa della corsa a Kašečkin, Chavanel, Pereiro e Pineau, ma i quattro non furono in grado di staccare gli inseguitori prima dell'inizio della salita. Il gruppo si presentò quindi compatto ai piedi del muro di Huy, a 1,3 km dal traguardo, con Di Luca, Freire, Vinokurov, Rebellin, Sinkewitz, Kirchen e Celestino nelle posizioni di testa. A 200 metri dall'arrivo attaccò Kirchen ma Di Luca riuscì a superarlo e conquistare la sua seconda vittoria in quattro giorni dopo la Amstel Gold Race.

## Ordine d'arrivo (Top 10)
| Pos. | Corridore        | Squadra         | Tempo    |
| ---- | ---------------- | --------------- | -------- |
| 1    | Danilo Di Luca   | Liquigas        | 4h44'55" |
| 2    | Kim Kirchen      | Fassa Bortolo   | s.t.     |
| 3    | Davide Rebellin  | Gerolsteiner    | s.t.     |
| 4    | David Etxebarria | Liberty Seguros | a 4"     |
| 5    | Óscar Freire     | Rabobank        | s.t.     |
| 6    | Ángel Vicioso    | Liberty Seguros | s.t.     |
| 7    | Patrik Sinkewitz | Quick Step      | s.t.     |
| 8    | Aitor Osa        | Illes Balears   | s.t.     |
| 9    | Cadel Evans      | Davitamon       | a 8"     |
| 10   | Fabian Wegmann   | Gerolsteiner    | s.t.     |

## Punteggi UCI
| Pos. | Corridore        | Squadra         | Punti |
| ---- | ---------------- | --------------- | ----- |
| 1    | Danilo Di Luca   | Liquigas        | 40    |
| 2    | Kim Kirchen      | Fassa Bortolo   | 30    |
| 3    | Davide Rebellin  | Gerolsteiner    | 25    |
| 4    | David Etxebarria | Liberty Seguros | 20    |
| 5    | Óscar Freire     | Rabobank        | 15    |
| 6    | Ángel Vicioso    | Liberty Seg.    | 11    |
| 7    | Patrik Sinkewitz | Quick Step      | 7     |
| 8    | Aitor Osa        | Illes Balears   | 5     |
| 9    | Cadel Evans      | Davitamon       | 3     |
| 10   | Fabian Wegmann   | Gerolsteiner    | 1     |